# Passe-temps honnête
Passe-temps honnête est un tableau réalisé par le peintre néerlandais Kees van Dongen vers 1920. Cette huile sur toile est une scène de genre qui représente deux femmes dans un intérieur, l'une debout en train de peindre face à un chevalet qui divise en deux la composition, l'autre assise sur un tabouret de bar devant un miroir, regardant vers la première. Depuis un don de la Société des amis du musée des Beaux-Arts de Nantes en 1951, l'œuvre est conservée au musée d'Arts de Nantes, à Nantes, dans la Loire-Atlantique, en France.